# Langues palaungiques
Les langues palaungiques  sont un groupe au sein du rameau des langues môn-khmer du Nord parlées en Birmanie, en Chine au Laos et en Thaïlande.

## Classification
Au nombre de 22, elles sont réparties de la façon suivante :
- Sous-groupe oriental (15 langues) :
  - « Angkuique » (8 langues) :
    - Hu (Chine);
    - Kiorr (en) (Laos);
    - Kon keu (en) (Chine);
    - Man met (Chine);
    - Mok (Thaïlande);
    - Samtao (en) (Birmanie);
    - Tai loi (en) (Birmanie);
    - U (Chine).

  - « Lamétique » (2 langues au Laos) :
    - Con (en) et
    - Lamet.

  - « Waïque » (5 langues) :
    - Blang (Chine)
    - Lawa (en) (2 langues en Thaïlande) :
      - Lawa Bo Luang et
      - Lawa Mae Hong Son,

    - Wa :
      - Parauk (Birmanie)
      - Vo (Chine)
      - Awa
- Sous-groupe occidental (6 langues en Birmanie) :
  - Danau (en),
  - Palaung (3 langues) :
    - Palaung Ruching
    - Palaung Rumai
    - Palaung Shwe,

  - Riang (2 langues) :
    - Riang (en) et
    - Yinchia (en).